# Anse-à-Foleur
Anse-à-Foleur (Haïtiaans-Creools: Ansafolè) is een stad en gemeente in Haïti met 30.000 inwoners. De plaats aan de kust, 23 km ten noordwesten van de stad Port-de-Paix. De gemeente maakt deel uit van het arrondissement Saint-Louis-du-Nord in het departement Nord-Ouest.
Er wordt rijst, cacao, fruit en koffie verbouwd. Ook worden er bijen gehouden.

## Indeling
De gemeente bestaat uit de volgende sections communales:
| Nr. | Naam               | Km²   | Inw.2015 |
| --- | ------------------ | ----- | -------- |
| 1   | Bas de Sainte Anne | 22,02 | 10.392   |
| 2   | Mayance            | 21,77 | 6.406    |
| 3   | Côtes de Fer       | 18,35 | 13.419   |